# Hugo Tello Castillo
Walter Hugo Tello Castillo (Lambayeque, 21 de enero de 1941) es un contador público y político peruano. Fue presidente de la Corporación Peruana de Aeropuertos y Aviación Comercial durante el segundo gobierno de Alan García y diputado por Lambayeque durante el breve periodo 1990-1992.

## Biografía
Nació en el departamento de Lambayeque, el 21 de enero de 1941.
Estudió la carrera de Contador Público en la Universidad Nacional de Trujillo.
Fue miembro del Partido Aprista Peruano e incursionó en el ámbito político cuando postuló en las elecciones parlamentarias del año 1990 como diputado por Lambayeque por el Partido Aprista Peruano y resultó elegido para el periodo parlamentario 1990-1995. Sin embargo, su cargo luego fue disuelto tras el autogolpe de estado decretado por el presidente Alberto Fujimori.
Intentó volver al Congreso de la República en las elecciones de 1995 sin éxito. En las elecciones regionales del 2002 fue candidato a la vicepresidencia del Gobierno Regional de Lambayeque junto con el candidato Humberto Falla Lamadrid, también por el Partido Aprista Peruano, sin éxito. En las elecciones regionales del 2006, postuló a la presidencia del Gobierno Regional de Lambayeque quedando en segundo lugar.
Durante el segundo gobierno de Alan García, Tello fue designado como presidente de la Corporación Peruana de Aeropuertos y Aviación Comercial (CORPAC).

## Controversias
El 22 de febrero del 2019 el juez Gino Delzo Livias, titular del Primer Juzgado Penal Unipersonal del Callao, sentenció a Hugo Tello a 5 años de prisión efectiva por el delito de colusión, por haber autorizado junto al directorio de la Corporación Peruana de Aeropuertos y Aviación Comercial (CORPAC), que él presidía, la contratación de FINVER Callao, perteneciente al Gobierno Regional del Callao y presidido en ese entonces por Félix Moreno, para la realización de obras públicas, sin contar con la experiencia ni infraestructura, quedando al final incompleta y abandonada. Esta sentencia fue ampliada a 9 años por la primera sala de apelaciones permanente del Callao.